# گردل ۶۳۸۰
سیارک ۶۳۸۰ (به انگلیسی: 6380 Gardel، نامگذاری:1988CG)۶۳۸۰مین سیارک کشف شده‌است که در ۱۰ فوریه ۱۹۸۸ کشف شد.